# Goto Ryo
Ryo Goto (sinh ngày 25 tháng 8 năm 1986) là một cầu thủ bóng đá người Nhật Bản.

## Sự nghiệp câu lạc bộ
Ryo Goto đã từng chơi cho Thespakusatsu Gunma.